# 卡雷尔·诺瓦切克
卡雷尔·诺瓦切克（捷克語：Karel Nováček，1965年3月30日—），捷克男子网球运动员，1984年成为职业球手。他曾获得1993年美国网球公开赛男子双打亚军。他于1996年退役。